# ایندر سینگ (ورزشکار)
ایندر سینگ (انگلیسی: Inder Singh؛ ۲۵ فوریه ۱۹۴۴ – ۱۹ اوت ۲۰۰۱ (aged 57)) ورزشکار هاکی روی چمن اهل هند بود.
وی در مسابقات کشوری و بین‌المللی در مجموع برندهٔ ۱ مدال طلا، ۱ مدال برنز شده‌است.